# Costanzo Porta
Costanzo Porta (Cremona, 1528 vagy 1529 – Padova, 1601. május 19.) olasz reneszánsz zeneszerző, minorita szerzetes. Komponistaként a velencei iskola képviselője. 

## Életpályája
Korai életéről kevés adat ismert, de valószínűleg a cremonai Porta San Luca kolostorban tanult. 1550 körül Adrian Willaert tanítványa volt, aki ekkor velencei Szent Márk-székesegyház karnagya volt; ott tartózkodása közben ismerkedett meg Claudio Merulóval, aki szintén ott volt hallgató; egész életük során közeli barátok maradtak. 1552-ben Porta karnagy lett az osimói székesegyházban; 1565-ben rövid ideig Páduában töltött be posztot, 1567-ben Ravennában vállalt fontosabb pozíciót, ahol egy teljesen új zenei gyakorlat felvételére hívták fel a székesegyházba. 1575-ben a loretói bazilika karnagya. 1580-ban Milánóba kapott ajánlatot, melyet elutasított, és visszatért Ravennába. Híres tanár lett. 1589-től ismét Padovában élt. A székesegyházban, majd a Szent-Antal-bazilikában működött. Az ottani zenei színvonal csökkenni kezdett, és emellett szembe kellett néznie a rossz egészségi állapotával és a féltékenységgel is. Páduában halt meg, az ottani Szent Antal-bazilikájában temették el.

## Stílusa

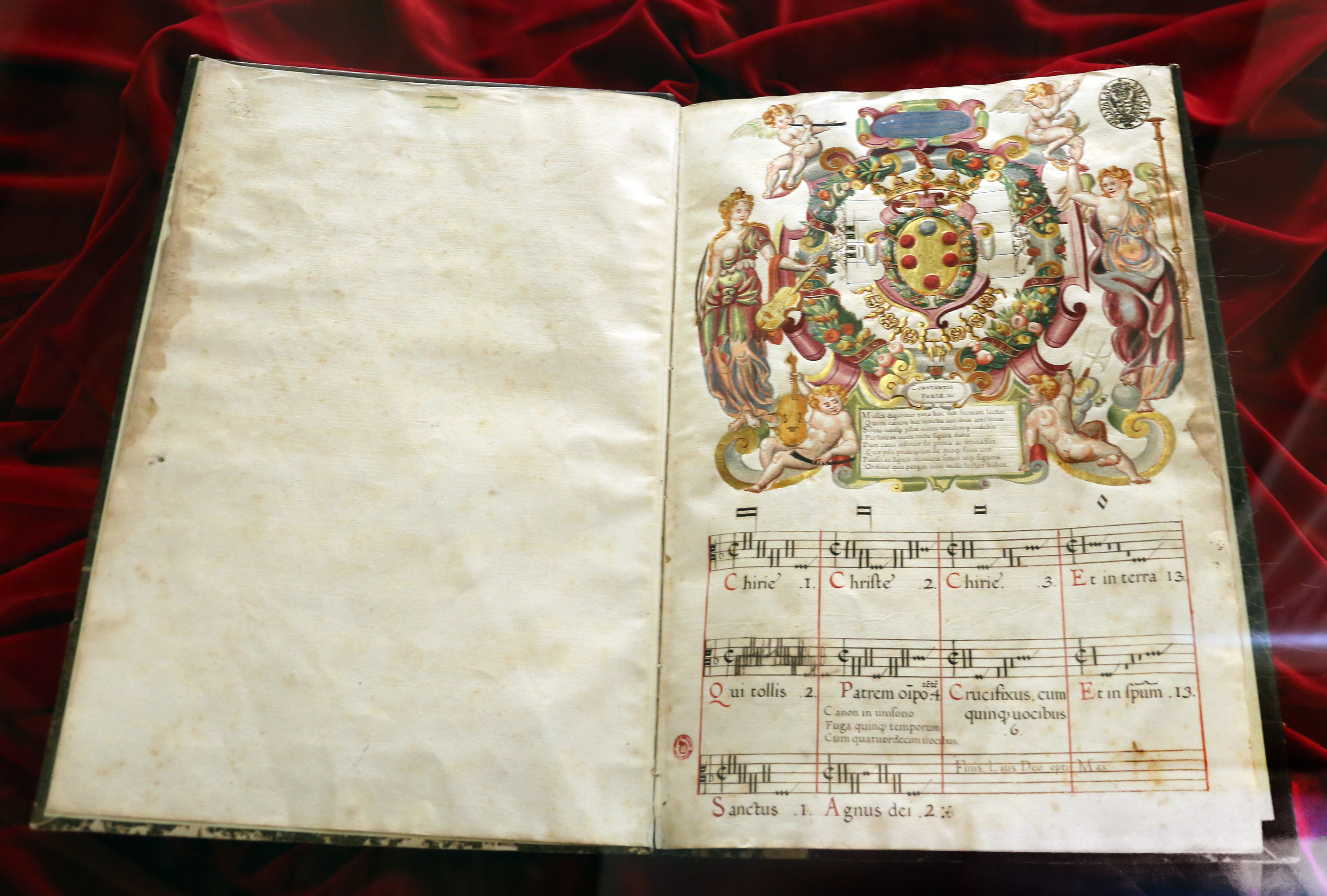
missa ducalis, 1565 ca.

Alkotásai zömmel egyházzenei művek, főként motetták, introitusok, misék. Kiadott legalább nyolc motettakötetet, amelyek közül az egyik elveszett.
Porta zenéje még polifonikusabb, mint Nicolas Gomberté, zenéjében gyakran szigorú kánonokat használt; egy 1580-ból származó 52 motívumú könyvéből egy, hét hangban szereplő motívumnak legalább négy olyan hangja van, amelyek teljes egészében kanonikusan származnak. 
Néhány későbbi motívuma sokrétűen alkalmazza a polychoral írást. Noha a század végén Porta nem volt Velencében, ahol ez a stílus híressé vált, éveket töltött hallgatóként Adrian Willaertnél, és ez a befolyás egyértelműen egész életében megmaradt. Valószínűleg ismerte a jelenlegi velencei gyakorlatot, és átvett néhány újítást is.
Porta madrigalsort is írt. Ezek közül sok egyértelműen meghatározott eseményekre volt szánva, például esküvők és nagyszabású társadalmi események a munkáltató családjában; sokkal egyszerűbb stílusban vannak, mint a szent művei, jóllehet összhangban vannak a kortárs gyakorlattal.